# Ramón Masats
Ramón Masats Tartera (Caldas de Montbuy, Barcelona, 17 de marzo de 1931-Madrid, 4 de marzo de 2024) fue un fotógrafo español.

## Biografía
Su interés por el mundo de la fotografía comenzó cuando realizaba el servicio militar. Aburrido, descubrió la revista Arte Fotográfico. Adquirió una cámara con el dinero que le sisaba a su padre, hizo sus primeras fotos y se inscribió en el círculo fotográfico del Casino del Comercio de Tarrasa.
Inició el camino del reportaje en 1953 con un trabajo sobre Las Ramblas. Al año siguiente ingresó en la Agrupación Fotográfica de Cataluña, compartiendo vivencias con colegas como Ricard Terré y Xavier Miserachs. En 1957 se instaló en Madrid y recorrió España trabajando como reportero para la revista Gaceta Ilustrada. Ese mismo año ingresó en el Grupo AFAL, y junto a sus amigos tertulianos de la Real Sociedad Fotográfica de Madrid, Gabriel Cualladó, Paco Ontañón, Leonardo Cantero, Joaquín Rubio Camín y Paco Gómez, creó el grupo fotográfico La Palangana.
Entre 1958 y 1964 trabajó para diferentes revistas, como la mencionada Gaceta Ilustrada, Mundo Hispánico, Arriba o Ya, y expuso su trabajo tanto en exposiciones individuales como colectivas. En 1960 recibió el Premio Negtor de fotografía. En 1962 publicó el libro Neutral Corner, de la editorial Lumen, con textos de Ignacio Aldecoa. En 1963 editó Los Sanfermines con Espasa Calpe, por el que recibió el Premio Ibarra al libro mejor editado. También expuso con el Grupo El Paso en la sala Biosca de Madrid.
En 1964 publicó Viejas Historias de Castilla la Vieja con Miguel Delibes, expuso con Carlos Saura en la galería Juana Mordó y realizó su primer documental Prado Vivo, que ganó el premio especial en Taormina.

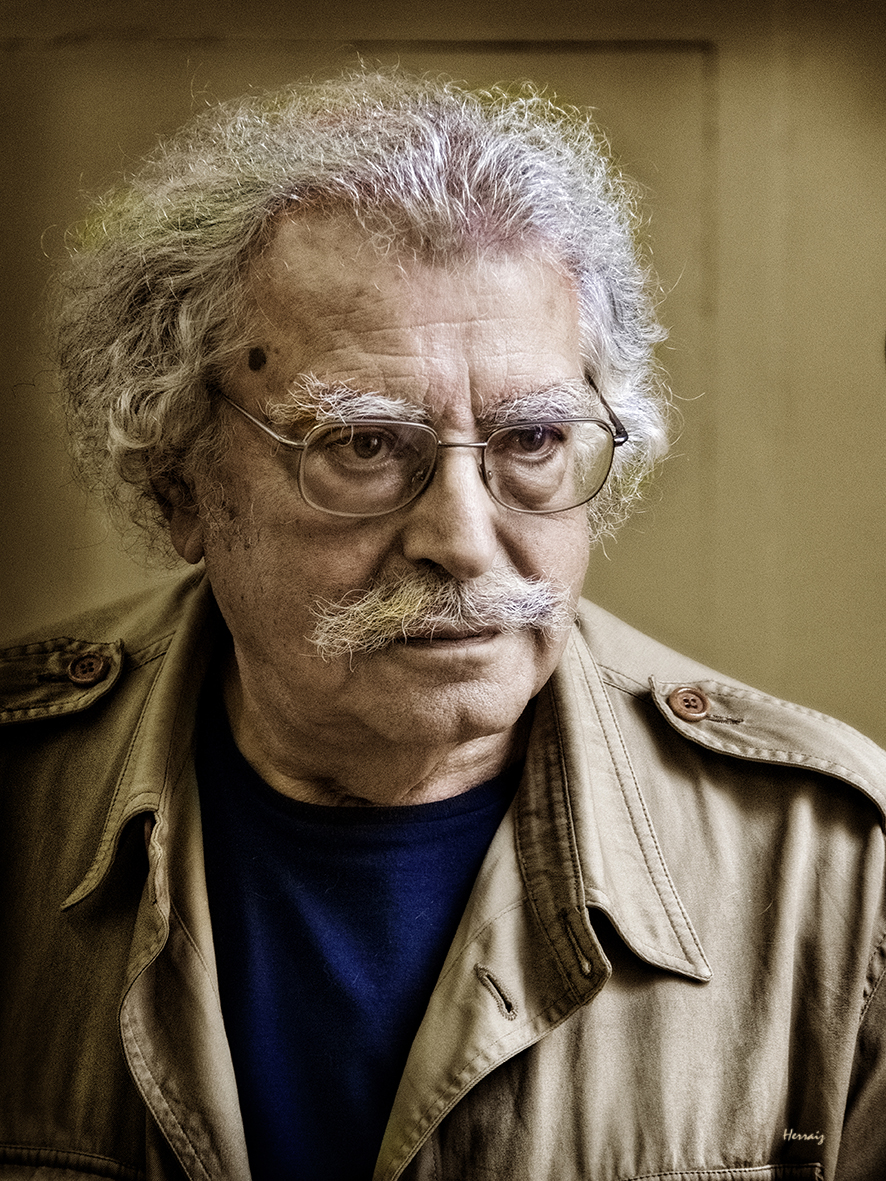
Retrato de Ramón Masats en Palencia por Ángel Herraiz.

En 1965 dirigió El que enseña, con el que ganó el Premio Miqueldi de Plata en el Festival Internacional de Cine Documental y Cortometraje de Bilbao. Se alejó de la fotografía durante dieciocho años para dedicarse a la realización de documentales para TVE, donde la temática general solían ser los pueblos de España y sus costumbres, con series como Conozca Ud. España, La víspera de nuestro tiempo, Los ríos, Si las piedras hablaran... Esta etapa culminó con un largometraje que llevó como título Topical Spanish, con guion propio y del humorista Chumy Chúmez, protagonizada por el grupo musical Los Iberos, Guillermina Motta, Victor Petit y José Sazatornil.
En 1981 regresó a la fotografía y desde entonces ha publicado diversos libros, realizado trabajos para empresas e instituciones, incluidos varios documentales para la Exposición Universal de Sevilla de 1992, y múltiples conferencias y exposiciones, tanto retrospectivas como de sus trabajos más recientes, en salas como el Círculo de Bellas Artes, el Museo Nacional Centro de Arte Reina Sofía o la Real Fábrica de Tapices en Madrid, el Palau de La Virreina en Barcelona, el Palacio de la Magdalena en Santander, la Galería Marlborough de Madrid o las sedes del Instituto Cervantes en diversas ciudades del mundo.
Obra en diferentes colecciones: del Centro Nacional de Arte Reina Sofía, de la Real Academia de Bellas Artes de San Fernando, del Centro Andaluz de Arte Contemporáneo, del Museo Nacional de Arte de Cataluña...
Falleció en Madrid el 4 de marzo de 2024.

## Premios
- Premio Nacional de Fotografía (2004)
- Premio de Cultura de la Comunidad de Madrid (2002)
- Premio Bartolomé Ros a la Mejor Trayectoria Profesional, Festival Photoespaña (2001)
- Premio CIDALC, Festival de Cinematografía de Bilbao (1965)
- Miqueldi de Plata al documental El que Enseña, Festival de Cinematografía de Bilbao (1965)
- Premio Especial en Tahormina a su primer documental, Prado Vivo (1964)
- Premio Ibarra al Libro Mejor Editado por Los Sanfermines, Espasa Calpe (1963)
- Premio a la Mejor Foto de Rodaje, La caída del Imperio Romano, Inglaterra (1962)
- Premio Negtor de Fotografía (1960)
- V Trofeo Luis Navarro, Salón de Vanguardia, Asociación Fotográfica de Cataluña (1957)